# Дупондій
Дупондій (лат. dupondius — подвійний) — римська монета вартістю двох асів. У часи ранньої республіки мала вагу двох римських фунтів (655 грам) але з часом пристосували її до вжитку і вже у часи пізньої республіки важила менше 17 грам.
Марк Антоній наказав позначати монету знаком «вартості» В, який карбувався на її зворотні стороні.
Так можна було відрізняти дупондій від близького за розмірами аса.
На початках імперії змінюється метал для карбування. Квадранс та Ас карбувалися із бронзи з великим вмістом міді, а дупондій та сестерцій із латуні.
У часи панування Флавіїв (69-89) знову на дупондіях з'являються викарбувані знаки вартості — імператор з короною на голові або діадемою коли було викарбувано жінку на одній стороні монети.
З початку 3 століття карбування дупондіїв припинено у зв'язку з високою інфляцією.

## Грошові еквіваленти
- Ауреус (Золото) = 25 Денаріїв (срібло)
- Денарій = 4 Сестерції (Латунь)
- Сестерцій = 2 Дупондії (Латунь)
- Дупондій = 2 Аси (мідь/бронза)
- Ас = 2 Семіси (Латунь)
- Семіс = 2 Квадранси (Мідь/бронза)